# Забугин, Владимир Николаевич
Владимир Николаевич Забу́гин (21 июня 1880, Парголово, Санкт-Петербургская губерния — 14 сентября 1923, Трентино-Альто-Адидже) — католический церковный деятель, историк, публицист. Видный деятель русского католичества начала XX века и участник Русского апостолата.

## Биография
Родился в семье чиновника, члена Совета министра финансов, действительного статского советника Николая Павловича Забугина. В 1903 году с отличием закончил Санкт-Петербургский университет, в качестве пансионера Императорской академии наук был направлен в Италию для научной работы. В Италии увлёкся грекокатолицизмом, общался с монахами византо-католического монастыря Гроттаферрата, включая настоятеля Антонио Пеллегрини, а также с будущим экзархом русских грекокатоликов Леонидом Фёдоровым.
В 1907 году перешёл в католичество. В 1911 году Забугин защитил докторскую диссертацию по литературе итальянского гуманизма. После этого был принят профессором в Римский университет, где преподавал историю итальянского Возрождения. Опубликовал множество работ по истории Возрождения и итальянскому гуманизму, где старался подчеркнуть христианский компонент этого культурного явления.
В 1909 году был в составе инициативной группы по созданию церковного журнала «Revue des églises byzantines», однако из-за разногласий между учредителями журнал так и не вышел в свет. С 1910 по 1919 год Забугин работал редактором журнала «Roma e l’Oriente» (Рим и Восток), который издавался в монастыре Гроттаферрата, сам публиковал в журнале многочисленные статьи, посвящённые истории русского христианства, межконфессиональным отношениям, религиозным связям России и Европы. Забугин принимал активное участие в церковно-общественной жизни русских католиков в Европе, сотрудничал с митрополитом Андреем Шептицким. Автор русского католического катехизиса.
В июне 1917 года Забугин был направлен в Россию итальянским правительством в качестве специального посланника по укреплению межгосударственных связей. После Октябрьской революции вернулся в Италию, где изложил как очевидец свои впечатления о событиях в России в 1917 году в книге «Безумный исполин: Документальная хроника русской революции».
Погиб 14 сентября 1923 года в результате несчастного случая при альпинистском восхождении в Альпах.

## Сочинения
- Безумный исполин: документальная хроника русской революции. — М.: Индрик, 2024. — 416 с.